# Lubina
Lubina és un poble i municipi d'Eslovàquia que es troba a la regió de Trenčín.

## Història
La primera menció escrita de la vila es remunta al 1392.

## Demografia
| Godina             | 1994 | 2004   | 2014   | 2024   |
| ------------------ | ---- | ------ | ------ | ------ |
| Nombre de persones | 1561 | 1465   | 1385   | 1505   |
| Diferència         |      | −6,14% | −5,46% | +8,66% |

| Godina             | 2023 | 2024   |
| ------------------ | ---- | ------ |
| Nombre de persones | 1478 | 1505   |
| Diferència         |      | +1,82% |